# Paracyclotosaurus
Paracyclotosaurus es un género extinto de temnospóndilo que vivió en el período Triásico Medio (hace aproximadamente 225 millones de años), en lo que hoy es Australia, Sudáfrica e India.

## Características

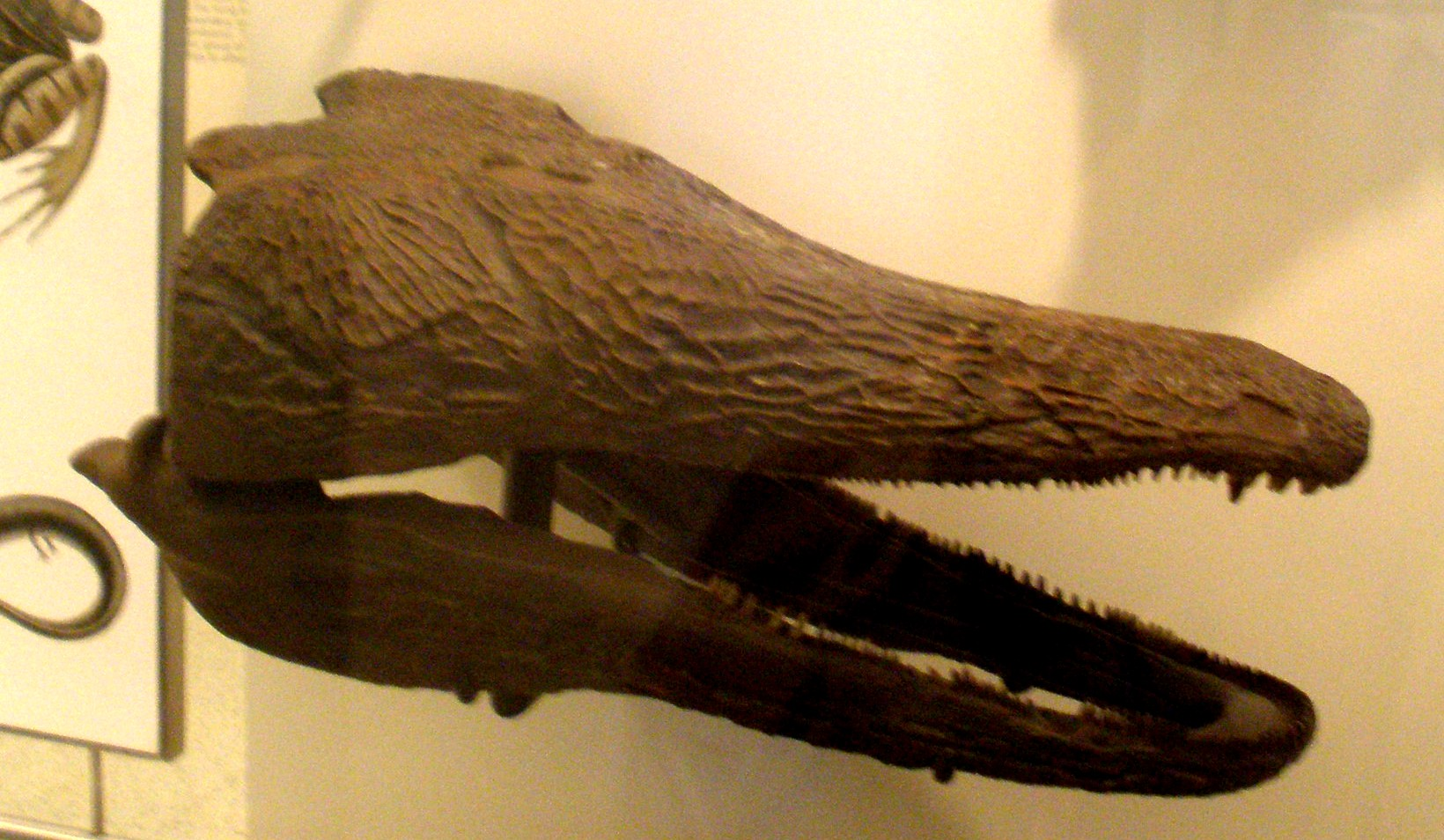
Cráneo de Paracyclotosaurus davidi

Paracyclotosaurus fue un anfibio gigante dotado de un cuerpo aplanado similar al cuerpo de una salamandra actual, pero solo que mucho, mucho más grande que una. Medía aproximadamente 2,3 m de longitud

## Posible comportamiento
Aunque podía vivir en tierra, posiblemente paso la mayor parte de su vida en el agua. Piscívoro, podría haber cazado sus presas al acecho, permaneciendo justo por debajo del agua. Cuando un pez incauto se aproximaba lo suficiente para quedar al alcance de sus fauces, abría la boca y lo succionaba. Los depredadores modernos como los cocodrilos, emplean esta técnica para atrapar algunas de sus presas.